# Camponotus gestroi
Camponotus gestroi är en myrart som beskrevs av Carlo Emery 1878. Camponotus gestroi ingår i släktet hästmyror, och familjen myror.

## Underarter
Arten delas in i följande underarter:
- C. g. gestroi
- C. g. ponariensis